# Jan Wołek (polityk)
Jan Wołek (ur. 29 stycznia 1928 w Królówce, zm. 15 grudnia 2010 w Wołczkowie) – polski polityk, rolnik, samorządowiec, poseł na Sejm II kadencji.

## Życiorys
Syn Józefa i Anny. Osiedlił się w gminie Dobra, w 1951 zawarł związek małżeński z Ireną Iwanowicz. Ukończył liceum ogólnokształcące, zajmował się rolnictwem. Działał w kółkach rolniczych, w 1981 został wiceprzewodniczącym Krajowego Związku Rolników, Kółek i Organizacji Rolniczych. Uczestniczył w obradach Okrągłego Stołu. Był posłem II kadencji wybranym w okręgu szczecińskim z listy Polskiego Stronnictwa Ludowego. W latach 1998–2006 sprawował mandat radnego powiatu polickiego (był wiceprzewodniczącym rady), w 2006 nie został ponownie wybrany. Prowadził indywidualne gospodarstwo rolne, zasiadał też we władzach krajowych związku kółek rolniczych. Później przeszedł na emeryturę. Został pochowany w Wołczkowie.
Otrzymał Krzyż Oficerski Orderu Odrodzenia Polski (1999).